# Łabenszczyna
Łabenszczyna (biał. Лабэншчына; ros. Лабенщина, Łabienszczina) – wieś na Białorusi, w obwodzie mińskim, w rejonie mińskim, w sielsowiecie Łoszany. 